# Laura Gemser
Laurette Marcia Gemser (Surabaya, Java, Indonesia; 5 de octubre de 1950), conocida artísticamente como Moira Chen, Laura M. Gemser, Laurette Marcia Gemser o, sobre todo, Laura Gemser, es una actriz erótica, modelo y diseñadora indonesia-neerlandesa retirada, considerada como uno de los grandes símbolos sexuales de los años 70.
Dentro de su extensa filmografía (más de cincuenta películas), destaca la serie Emanuelle negra, en la que encarna el personaje de la sensual fotógrafa freelance estadounidense Mae Jordan (conocida por sus lectores como Emanuelle), que viaja por todo el mundo buscando los mejores reportajes, lo que permite a sus realizadores la inserción de una larga serie de desnudos y prácticas sexuales, tanto con hombres como con mujeres, entre las que se incluyen cunnilingus, felaciones o masturbaciones, todas ellas rodadas en medio de exóticos espacios naturales.
Respecto a lo primero, es decir, sobre el hecho de tener que permanecer sin ropa alguna durante gran parte de los rodajes, en cierto momento declaró en la revista Nocturno:

Las primeras veces que tuve que desvestirme ante la cámara, fueron un poco traumatizantes, pero luego me acostumbré. Naturalmente, en el plató todos te miraban con los ojos desorbitados y la lengua fuera, jadeando como un perro, […] es un poco embarazoso, pero si te lo tomas como un trabajo, todo va bien. Tú piensas: tengo que hacerlo, me pagan. Además, honestamente, creo que tampoco he rodado películas especialmente escabrosas…

En cuanto a las conocidas como «escenas de cama», cabe resaltar que fueron siempre dobladas por otra actriz.

## Biografía
Tras vivir en Indonesia hasta mediados de los años 1950, se muda con sus padres a los Países Bajos, más concretamente a la ciudad de Utrecht, en la que, tras pasar por varios centros de prestigio como la Regentesseschool o la Utrecht School of the Arts, la incipiente actriz se especializa en alta costura, a la vez que aparece desnuda en numerosas «revistas para hombres» como Chick (Países Bajos, 1973), Lui (Francia), Playmen (Italia), que le dedica cinco portadas (septiembre de 1973, marzo de 1976, mayo de 1976, noviembre de 1976, abril de 1977), entre otras.
En 1974, se traslada a Italia, donde ese mismo año interpreta el papel de Janine (una mujer indígena que vive una sensual historia de amor con un ingeniero italiano) en la película erótica Amore libero (en español, Amor libre), realizada en las islas Seychelles por Pier Ludovico Pavoni, y en la que la joven luce ya con total desinhibición su desnudez, rodeada de hermosos paisajes, lo que va a constituir en adelante uno de los elementos más característicos de su particular filmografía.
Al año siguiente, aparece brevemente en la segunda entrega de Emmanuelle (La antivirgen). En la escena más famosa de la película, la incipiente actriz (desnuda) le da un masaje erótico a Sylvia Kristel, lo que hace que el director y guionista Bitto Albertini se fije en ella, rodando casi a renglón seguido Emanuelle (con una sola m, para evitar problemas de derechos de autor) negra, primera de una serie de nueve producciones en las que priman las escenas de sexo (tanto con hombres como con mujeres), así como continuos desnudos parciales y/o totales (a lo largo de los 91 min que dura el film, muestra los pechos unas trece veces), en los que exhibe con absoluta naturalidad la exótica belleza de su cuerpo. En todo caso, hay que tener en cuenta que el personaje de Emanuelle evoluciona a lo largo de la serie, de la mujer que, simplemente, busca el placer sexual, a la periodista de investigación que lo utiliza, bien que con inusitada frecuencia, para salir de un atolladero y a la que no le importa copular con su enemigo para conseguir su historia o, como sucede casi al comienzo de Emanuelle y los últimos caníbales (Joe D'Amato, 1977), acariciarle el sexo a la paciente de un hospital neoyorquino involucrada en un asunto de canibalismo para tratar de obtener alguna información sobre su tribu.
En 1976, contrae matrimonio con el veterano cineasta italiano Gabriele Tinti, 18 años mayor que ella, a quien conoce durante el rodaje de Emanuelle negra en Kenia, fallecido por un cáncer en 1991, lo que supone el final de su carrera artística.
En 1978, rueda La mujer de la tierra caliente a las órdenes del director y guionista español José María Forqué:

Laura Gemser, la "Emanuelle" negra, aparece aquí más vestida y menos tontamente erótica que en otras películas recientes, presentando, incluso, atisbos de actuación más allá del puro exhibicionismo, que también lo hay, como resulta obligado en su caso.

Poco después, participa en el rodaje de El periscopio (José Ramón Larraz, 1979), en la que mantiene relaciones lésbicas con la  «musa del destape» español Bárbara Rey.
En la actualidad, reside en Roma, alejada por completo de la industria cinematográfica.

## Filmografía
| Año  | Título                                          | Personaje               | Director/es                      | Fotograma |
| ---- | ----------------------------------------------- | ----------------------- | -------------------------------- | --------- |
| 1974 | Amore libero                                    | Janine                  | Pier Ludovico Pavoni             |           |
| 1975 | Emmanuelle 2: La antivirgen                     | Masajista               | Francis Giacobetti               |           |
| 1975 | Emanuelle negra                                 | Emanuelle               | Bitto Albertini                  |           |
| 1976 | Emanuelle negra se va a Oriente                 | Emanuelle               | Joe D'Amato                      |           |
| 1976 | La spiaggia del desiderio                       | Haydee                  | Enzo D'Ambrosio                  |           |
| 1976 | Eva nera                                        | Eva                     | Joe D'Amato                      |           |
| 1976 | Emanuelle viciosa                               | Laura                   | Brunello Rondi                   |           |
| 1976 | El viaje de los malditos                        |                         | Stuart Rosenberg                 |           |
| 1976 | Voto di castità                                 | Maid                    | Joe D'Amato                      |           |
| 1977 | Emanuelle en América                            | Emanuelle               | Joe D'Amato                      |           |
| 1977 | Dos superpolicías                               | Susy Lee                | Enzo Barboni                     |           |
| 1977 | Sor Emanuelle                                   | Emanuelle               | Giuseppe Vari                    |           |
| 1977 | Emanuelle alrededor del mundo                   | Emanuelle               | Joe D'Amato                      |           |
| 1977 | Emanuelle y los últimos caníbales               | Emanuelle               | Joe D'Amato                      |           |
| 1977 | Notti porno nel mondo                           | Host                    | Bruno Mattei, Joe D'Amato        |           |
| 1978 | Exit 7                                          | Azafata                 | Emile Degelin                    |           |
| 1978 | Emanuelle y el imperio de las pasiones          | Emanuelle               | Joe D'Amato                      |           |
| 1978 | La mujer de la tierra caliente                  | Mujer                   | José María Forqué                |           |
| 1978 | Deseo de mujer                                  | Princesa africana       | Franco Bottari                   |           |
| 1979 | El periscopio                                   | Amiga de Verónica       | José Ramón Larraz                |           |
| 1979 | Colecciones privadas                            | Malinka                 | Walerian Borowczyk, Just Jaeckin |           |
| 1980 | Hembra erótica                                  | Emmanuella Brindisi     | Ilias Mylonakos                  |           |
| 1980 | International Prostitution: Brigade criminelle  | Tazzi                   | Sergio Gobbi                     |           |
| 1980 | Amor pornoexótico                               | Eva                     | Joe D'Amato                      |           |
| 1980 | Las noches eróticas de los muertos vivientes    | Luna                    | Joe D'Amato                      |           |
| 1981 | Murder Obsession                                | Beryl Fisher            | Riccardo Freda                   |           |
| 1981 | El campo del amor                               | Divina Emanuelle        | Christian Anders                 |           |
| 1981 | La espada del samurái                           | Tomoe                   | Tsugunobu Kotani                 |           |
| 1982 | Operación Nicaragua                             | Sheila                  | Bruno Fontana                    |           |
| 1982 | La doctora, el alcalde y su señora              | Doctora Selenia Anselmi | Mario Bianchi                    |           |
| 1982 | Calígula 3: La historia jamás contada           | Miriam                  | Joe D'Amato                      |           |
| 1982 | Violencia en una cárcel de mujeres              | Emanuelle               | Bruno Mattei                     |           |
| 1982 | Los aventureros del oro perdido                 | María                   | Alan Birkinshaw                  |           |
| 1982 | Ator el poderoso                                | Indun                   | Joe D'Amato                      |           |
| 1983 | Emanuelle en prisión                            | Emanuelle               | Bruno Mattei                     |           |
| 1983 | Bronx: Lucha final                              | Lilith                  | Joe D'Amato                      |           |
| 1985 | L'alcova                                        | Zerbal                  | Joe D'Amato                      |           |
| 1985 | El despertar del placer                         | Haunani                 | Joe D'Amato                      |           |
| 1986 | Voglia di guardare                              | Josephine               | Joe D'Amato                      |           |
| 1986 | Delizia                                         | Novia de Brian          | Joe D'Amato                      |           |
| 1987 | Eleven Days, Eleven Nights: 11 giorni, 11 notti | Dorothy Tipton          | Joe D'Amato                      |           |
| 1987 | Interzone                                       |                         | Deran Sarafian                   |           |
| 1988 | Extraña atracción                               | Dorothy                 | Joe D'Amato                      |           |
| 1988 | Dirty Love                                      | Masajista               | Joe D'Amato                      |           |
| 1988 | Riflessi di luce                                | Chiara                  | Mario Bianchi                    |           |
| 1989 | Pomeriggio caldo                                | Bailarina               | Joe D'Amato                      |           |
| 1989 | El café del ángel azul                          | Fotógrafa               | Joe D'Amato                      |           |
| 1990 | DNA formula letale                              | Prostituta              | George Eastman                   |           |
| 1990 | Ator y la espada de Graal                       | Grimilde                | Joe D'Amato                      |           |
| 1990 | Sangue negli abissi                             | Ayudante de laboratorio | Raffaele Donato                  |           |
| 1990 | Any Time, Any Play                              | Sales Clerk             | Joe D'Amato                      |           |
| 1990 | High Finance Woman                              | Prostituta              | Joe D'Amato                      |           |
| 1990 | Object of Desire                                | Fotógrafa               | Roger Duchowny                   |           |
| 1990 | La stanza delle parole                          |                         | Franco Molè                      |           |
| 1990 | Eleven Days, Eleven Nights 2                    | Jackie Forrest          | Joe D'Amato                      |           |
| 1991 | Flor de pasión                                  | Hooker                  | Joe D'Amato                      |           |
| 1992 | Una tenera storia                               | Secretaria de Karen     | Joe D'Amato                      |           |